# Marguerite Durand
Marguerite Durand, född 24 januari 1864 i Paris, död 16 mars 1936 i Paris, var en fransk skådespelare, journalist och suffragett.

## Biografi
Durand föddes i en medelklassfamilj och studerade vid en katolsk skola och vid Conservatoire de Paris innan hon fick anställning vid Comédie-Française.
1888 avslutade Durand sin skådespelarkarriär för att gifta sig med juristen Georges Laguerre. Som följare av Georges Boulanger, en general med politiska ambitioner, ledde maken in Durand på den politiskt radikala banan där hon började skriva broschyrer för Boulangiströrelsen. Sen äktenskapet avslutats 1891 började Durand som journalist på Le Figaro, den tidens ledande tidning. 1896 bevakade hon för tidningens räkning Internationella feministkongressen, och även om syftet var att skriva en humoristisk artikel om kongressen förändrades hon så att hon året efter, 9 december 1897, grundade den feministiska tidningen La Fronde. Tidningen tog vid efter Hubertine Auclerts tidning La Citoyenne.
La Fronde hade endast kvinnor anställda och förespråkade kvinnorätt, bland annat tillträde till advokatsamfundet och École des Beaux-Arts. Dessutom krävde tidningen i dess ledare att kvinnor skulle upptas i Hederslegionen och tillåtas delta i parlamentariska debatter och senare, runt 1910, ta fram kvinnor som kandidater till valrörelsen. Vid Världsutställningen 1900 i Paris organiserade hon Kongressen för Kvinnors rätt. Durand instiftade ett sommarboende för journalistkvinnor och aktiverade sig inom arbetsrätt för kvinnor och hjälpte till att skapa flera fackföreningar.
Under sina år som kvinnorättskämpe och feminist samlade Durand på sig många rapporter som hon skänkte till franska regeringen 1931, året efter öppnades Marguerite Durand-biblioteket vilket fortfarande är en framstående källa för forskning om feminism och kvinnohistoria.